# H.245
H.245 是H.323的多媒體通信控制協議，主要用於通信中的H.323 終點（endpoint）或终端（terminal）之間的H.245 訊息交换，例如加密、抖動（Jitter）。它還提供H.225呼叫訊息穿隧（tunneled）的可能性，大大提升防火牆的穿越。
H.245採用ASN.1（Abstract Syntax Notation 1）標準定義。數據則采用PER（Packed Encoding Rule）二進製編碼。H.245使用简单再传输协议（SRP，Simple Retransmission Protocol），或可编号选项的SRP协议（NSRP，Numbered SRP）传送H.245的消息。為了可靠度, H.245還用控制信道分段和重新裝配的協議層（CCSRL，Control Channel Segmentation and Reassembly Layer）來保證品質。

## 功能
H.245訊息分为4种类型：请求、响应、命令和指示消息。H.245 主要功能如下：
- 主從模式决定（Master-Slave Determination）：多方通信中只有一方终端确定为主终端（Master），其他均是从终端(Slave)。
- 能力交换 (Capability exchange)：双方交换各自能力。
- 模式请求（Request Mode）
- 逻辑信道（Logical Channel）
- 多路复用表修改 (Multiplex Table Entry Modification)
- 结束会话（End Session Command）
- 确定环回时延(Round Trip Delay)
- 维护迴路(Maintenance Loop)

H.245 主要信息如下：
- 主機和次機的確認：Master-Slave Determination
- 终端传输：Terminal Capability Set
- 開啟邏輯通道：Open Logical Channel
- 關閉邏輯通道：Close Logical Channel
- 请求传输模式：Request Mode
- 发送一個或多個命令：Send Terminal Capability Set
- 終止H.245的發送：End Session Command

## 外部連結
- H.323 Tutorial Includes information on the role of H.245
- ITU-T H.245 Recommendation （页面存档备份，存于）

1. ↑  .   [2021-05-10]. 原始内容存档于2021-05-10.